# Аньер-ле-Дижон
Анье́р-ле-Дижо́н (фр. Asnières-lès-Dijon) — коммуна во Франции, находится в регионе Бургундия. Департамент коммуны — Кот-д’Ор. Входит в состав кантона Фонтен-ле-Дижон. Округ коммуны — Дижон.
Код INSEE коммуны — 21027.

## Население
Население коммуны на 2010 год составляло 1208 человек.
| 1962 | 1968 | 1975 | 1982 | 1990 | 1999 | 2010 |
| ---- | ---- | ---- | ---- | ---- | ---- | ---- |
| 157  | 376  | 750  | 753  | 829  | 799  | 1208 |

## Экономика
В 2010 году среди 809 человек трудоспособного возраста (15—64 лет) 608 были экономически активными, 201 — неактивными (показатель активности — 75,2 %, в 1999 году было 75,0 %). Из 608 активных жителей работали 573 человека (300 мужчин и 273 женщины), безработных было 35 (20 мужчин и 15 женщин). Среди 201 неактивных 97 человек были учениками или студентами, 71 — пенсионерами, 33 были неактивными по другим причинам.